# Avadattur
Avadattur è una suddivisione dell'India, classificata come census town, di 8.982 abitanti, situata nel distretto di Salem, nello stato federato del Tamil Nadu. In base al numero di abitanti la città rientra nella classe V (da 5.000 a 9.999 persone).

## Geografia fisica
La città è situata a 11° 41' 57 N e 77° 51' 08 E.

## Società

### Evoluzione demografica
Al censimento del 2001 la popolazione di Avadattur assommava a 8.982 persone, delle quali 4.797 maschi e 4.185 femmine. I bambini di età inferiore o uguale ai sei anni assommavano a 1.111, dei quali 619 maschi e 492 femmine. Infine, coloro che erano in grado di saper almeno leggere e scrivere erano 4.755, dei quali 2.998 maschi e 1.757 femmine.